# Does Not Commute
Does Not Commute — компьютерная игра, вышедшая в 2015 году. Разработана студией Mediocre AB, до этого известной созданием таких игр, как Smash Hit и PinOut. Это четвёртая по счету игра от данной студии. Игра доступна на Android в Google Play.
Слоган игры — «a game in which you are your own enemy», с англ. — «игра, в которой ты сам себе враг».

## Игровой процесс
В Does Not Commute главная цель игрока — набрать как можно больше «копеек времени», чтобы продолжить играть и открывать новые уровни. Игрок, в зависимости от уровня, водит автомобиль или лодку, которую игра назначает сама. В каждом транспорте сидит водитель, у которого есть своя история и автомобиль (или лодка). В качестве автомобиля может быть седан, пикап, мусоровоз и т. д. За прохождение игры открываются новые возможности и улучшения: на третьем уровне игрок может получить режим тренировки, в котором время останавливается и остальные автомобили или препятствия никак не действуют на автомобиль игрока, или же, игрок может получить «защиту», с помощью которой автомобиль не замедляется при ударе, однако едет медленнее. Если игрок ударится обо что-то, автомобиль будет ехать очень медленно. Если игрок поедет «не туда», или нажмёт на кнопку «перемотать», игрок потратит 1 секунду.
Если игрок смог попасть на одной машине «туда, куда надо», игрок перейдёт к другому автомобилю, а прошлый автомобиль будет ехать так, как им управлял игрок, и так будет продолжатся до конца самого уровня.
Меню и сама игра сделана в ретро стиле, из-за чего меню игры сделано в стиле радио, и игрок может послушать любую музыку из игры не входя в уровень.
Если игрок уже прошел какой-то уровень, он может посмотреть повтор того, как он водил автомобили уровня.

## Восприятие
| Сводный рейтинг       | Сводный рейтинг |
| Агрегатор             | Оценка          |
| --------------------- | --------------- |
| Metacritic            | 87/100          |
| Русскоязычные издания |                 |
| Издание               | Оценка          |
| StopGame.ru           | Похвально       |

Does Not Commute получил 4 из 5 на сайте AppSpy, 87 из 100 на Metacritic, 4 из 5 на 148apps, 100 из 100 на TouchArcade, и 90 из 100 на Apple’N’Apps.